# Neera Tanden
Neera Tanden (Bedford, 10 settembre 1970) è una politica statunitense, presidente del Center for American Progress, un'organizzazione di difesa liberale in cui ha lavorato in diverse funzioni sin dalla sua fondazione nel 2003.
Dal 2023 al 2025 è stata consigliera per la politica domestica nella presidenza Biden.

## Biografia
Nata nel 1970 a Bedford, nel Massachusetts, da genitori immigrati dall'India,  ha un fratello, Raj. I suoi genitori hanno divorziato quando lei aveva cinque anni, dopodiché la madre di Tanden è stata assistita per quasi due anni prima di ottenere un lavoro come agente di viaggio. 
Tanden ha conseguito un Bachelor of Arts presso l'Università di Los Angeles nel 1992 e si è laureata in giurisprudenza all'Università Yale nel 1996, dove è stata anche redattrice delle proposte per la Yale Law & Policy Review.

### Attività politica
Tanden ha partecipato a diverse campagne presidenziali democratiche, comprese quelle di Michael Dukakis nel 1988, Bill Clinton nel 1992 e Barack Obama nel 2008. Tanden ha fatto parte dello staff di Hillary Clinton durante le elezioni del 2000 per un seggio al Senato degli Stati Unitim a New York e durante il mandato della Clinton come senatrice. Ha anche collaborato con la Clinton durante la nomination democratica del 2008 e in seguito l'ha aiutata a sconfiggere Bernie Sanders nelle primarie del 2016 e a correre contro Donald Trump alle elezioni generali del 2016. Durante l'amministrazione Obama, Tanden ha contribuito alla stesura dell'Affordable Care Act.
Nel novembre 2020, l'allora presidente eletto Joe Biden ha annunciato la sua intenzione di nominare Tanden come direttore dell'Ufficio per la gestione e il bilancio, in attesa dell'approvazione del Senato. La sua nomina ha tuttavia suscitato polemiche, anche tra i democratici, e lei si è ritirata nel marzo 2021 a causa dell'insufficiente sostegno del Senato.

## Vita privata
Si è sposata nel 1999 con l'artista Benjamin Edwards, conosciuto quando lei era matricola all'Università della California. La coppia ha due figli.